# Didier de Radiguès

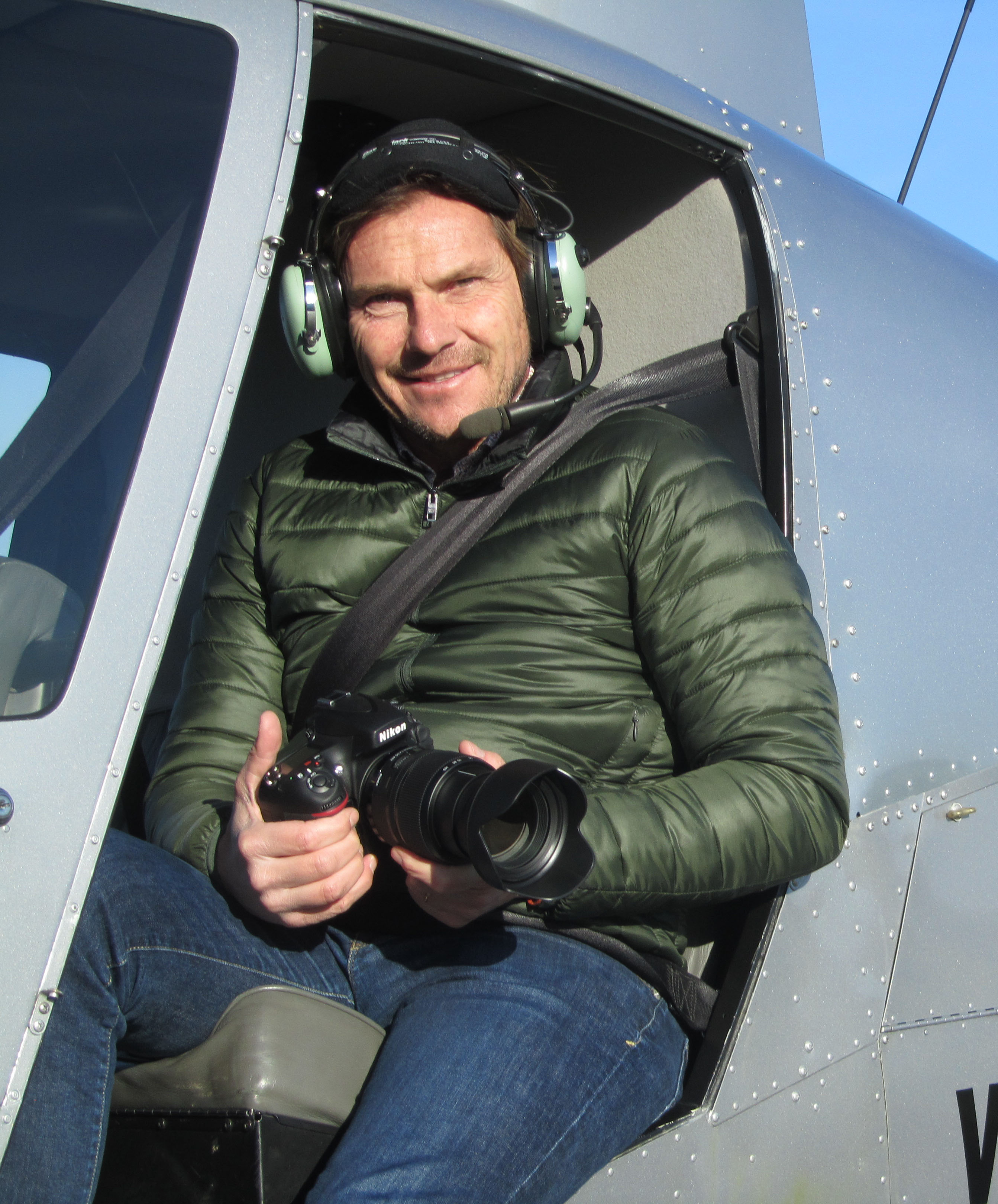
Didier de Radiguès 2014

Didier de Radiguès (* 27. März 1958 in Löwen, Flandern, Belgien) ist ein ehemaliger belgischer Motorrad- und Automobilrennfahrer. Er ist der jüngere Bruder von Patrick de Radiguès.

## Karriere
Radiguès begann seine Karriere als Motorradrennfahrer. Zur Saison 1988 wechselte er in das Yamaha-Marlboro-Team, das von Giacomo Agostini geleitet wurde und ersetzte dort Eddie Lawson. Als Motorradrennfahrer gewann er vier Grand Prix und stand 14 mal auf dem Podium. Sein größter Erfolg war der Vizeweltmeister-Titel 1982 in der Klasse bis 350 cm³ hinter Toni Mang.
1994 wechselte de Radiguès auf Rennwagen und konnte 1998 auf BMW das 24-Stunden-Rennen von Spa-Francorchamps gewinnen. 2001 gewann er in der Klasse der LMP 675 die American Le Mans Series.
Er betreibt heute auch eine Motorradrennfahrerschule.

## Statistik

### Titel
- 1978 – Belgischer 750-cm³-Meister auf Yamaha
- 1979 – Belgischer 350-cm³-Meister auf Yamaha
- 1980 – Belgischer 250-cm³-Meister auf Yamaha
- 1982 – 350-cm³-Vizeweltmeister
- 1991 – Sieg beim Macau-Grand-Prix auf Suzuki
- 1998 – Sieg beim 24-Stunden-Rennen von Spa-Francorchamps auf BMW
- 2001 – American-Le-Mans-Series-Meister
- 4 Grand-Prix-Siege

### Le-Mans-Ergebnisse
| Jahr | Team                | Fahrzeug             | Teamkollege            | Teamkollege       | Platzierung | Ausfallgrund    |
| ---- | ------------------- | -------------------- | ---------------------- | ----------------- | ----------- | --------------- |
| 1998 | Solution F          | Riley & Scott Mk III | Philippe Gache         | Wayne Gardner     | Ausfall     | Motorschaden    |
| 1999 | Kremer Racing       | Lola B98/10          | Tomás Saldaña          | Grant Orbell      | Ausfall     | Getriebeschaden |
| 2000 | Team Rafanelli SFR  | Lola B2K/10          | Domenico Schiattarella | Emanuele Naspetti | Ausfall     | Motorschaden    |
| 2001 | Dick Barbour Racing | Reynard 01Q-LM       | Sascha Maassen         | Hideshi Matsuda   | Ausfall     | Wagenbrand      |
| 2002 | MBD Sportscar Team  | Panoz LMP07          | Milka Duno             | John Graham       | Ausfall     | Elektrik        |

### Sebring-Ergebnisse
| Jahr | Team                   | Fahrzeug      | Teamkollege            | Teamkollege       | Platzierung             | Ausfallgrund     |
| ---- | ---------------------- | ------------- | ---------------------- | ----------------- | ----------------------- | ---------------- |
| 1999 | Doyle-Risi Racing      | Ferrari 333SP | Max Angelelli          | Anthony Lazzaro   | Ausfall                 | Motorschaden     |
| 2000 | Team Rafanelli SRL     | Lola B2K/10   | Domenico Schiattarella | Pierluigi Martini | Ausfall                 | Lenkung          |
| 2002 | MBD Sportscar          | Panoz LMP07   | Rick Sutherland        | Bruno Lambert     | Ausfall                 | Wagenbrand       |
| 2003 | Dyson Racing           | MG-Lola EX257 | Chad Block             | Chris Dyson       | Rang 18 und Klassensieg |                  |
| 2004 | Dyson Racing Team Inc. | MG-Lola EX257 | Jan Lammers            | Chris Dyson       | Ausfall                 | Kraftübertragung |